# New York Liberty
Die New York Liberty sind eine Mannschaft der nordamerikanischen Damen-Basketball-Profiliga WNBA (Women’s National Basketball Association). Seine Heimspiele trägt das Team im Barclays Center in Brooklyn, New York aus.
Der Teamname stammt von der Freiheitsstatue.
Die New York Liberty standen bis jetzt vier Mal im WNBA-Final, konnten bis jetzt aber noch nie eine WNBA-Meisterschaft gewinnen. Vorher waren die Liberty das letzte Gründungsmitglied der WNBA, das noch keine Meisterschaft erringen könnte. Sie gewannen 2024 ihre ersten Meisterschaft.

## Geschichte

### Erfolgreicher Start (1997 bis 2002)
Die New York Liberty gehören zu den Teams, die schon seit der Gründung der WNBA dabei sind. In der Initial Player Allocation hatten die Liberty das Glück, dass sie Rebecca Lobo zugeteilt bekamen. Lobo galt zu dieser Zeit als eine der besten Basketballspielerinnen am College. In der ersten WNBA-Saison 1997 führte Lobo die Liberty bis in die WNBA-Finals, wo sie auf die Houston Comets trafen. Die Liberty hatten jedoch gegen die stark spielenden Cynthia Cooper und Sheryl Swoopes keine Chance und verloren das Finale klar mit 51–65. In der Saison 1998 konnten sich die Liberty trotz 18 Siegen in 30 Spielen nicht für die Playoffs qualifizieren. Die Saison 1999 begann für die Liberty mit einem großen Schock, denn in der ersten Minuten des ersten Spiels der Saison verletzte sich Lobo so schwer, dass sie zwei ganze Saisons aussetzen musste. In der Abwesenheit von Lobo reifte Teresa Weatherspoon immer mehr zum neuen Superstar der Liberty. Sie schaffte es die Liberty ohne Lobo wieder in die WNBA-Finals zu führen. Auch in diesem Jahr trafen sie wieder auf die Comets. Auch wenn diese Serie über drei Spiele ging, hatten die Liberty kaum eine Chance die Comets zu bezwingen. Auch in der Saison 2000 schafften sie wieder den Einzug in die WNBA-Finals, wo sie wieder an den unüberwindbaren Houston Comets scheiterten. In der Saison 2001 kehrte Lobo wieder ins Team der Liberty zurück. Jedoch schaffte sie es nicht mehr an den Leistungen aus den ersten beiden Saisons anzuschließen und saß die meiste Zeit auf der Ersatzbank der Liberty. Nach dieser Saison wurde sie für einen Zweitrunden-Pick (26. insgesamt) im WNBA Draft 2002 zu den Houston Comets transferiert. In der Saison 2002 schafften die Liberty wieder den Einzug in die WNBA-Finals, wo sie dieses Mal auf Lisa Leslie und die Los Angeles Sparks trafen. Doch wie bereits drei Mal zuvor blieben die Liberty auch in diesem Jahr in den Finals erfolglos.

### Saisons ohne großen Erfolg (2003 bis 2012)
Als in der Saison 2003 immer deutlicher wurde, dass Weatherspoons beste Tage vorbei sind, rückte ihre Ersatzspielerin Becky Hammon immer mehr ins Rampenlicht der Liberty. Nachdem Hammon sich während der Saison sogar den Platz in der Startformation von Weatherspoon erarbeitete, wurde Weatherspoons Vertrag nach der Saison nicht verlängert und Hammon stand somit in der gesamten Saison 2004 in der Startformation der Liberty. Hammon schaffte es gemeinsam mit Tari Phillips die Liberty bis in die Eastern Conference Finals zu führen, wo sich die Liberty den Connecticut Sun in zwei Spielen geschlagen geben mussten. Nach der Saison verlängerte Tari Phillips bei den Liberty nicht und unterschrieb stattdessen bei den Houston comets. Doch wie bereits bei Weatherspoon zuvor schafften Liberty auch diese Position mit Ann Wauters gleichwertig zu besetzen. Wauters verletzte sich jedoch während der Saison und konnte auch in den Playoffs nicht für die Liberty spielen, die in den Conference Semifinals klar an den Indiana Fever scheiterten. Vor dem Beginn der Saison 2007 transferierten die Liberty Becky Hammon zu den San Antonio Silver Stars für Jessica Davenport und einem Erstrunden-Pick im WNBA Draft 2007. Die Liberty konnten sich in dieser Saison als letztes Team im Osten noch für die Playoffs qualifizieren. Die Liberty galten als großer Außenseiter in den Playoffs, wo sie die amtierenden Meister aus Detroit fast aus dem Bewerb warfen. Nachdem die Liberty das erste Spiel der Serie gewinnen konnten, verloren sie das zweite Spiel nur knapp mit 73–76 und das alles entscheidende Spiel erst in der Overtime mit 70–71.
Auch in den kommenden Saisons erreichten die Liberty regelmäßig die Playoffs und scheiterten ebenso regelmäßig frühzeitig in den Playoffs.

### Neuanfang mit Erfolgstrainer (2013 bis 2017)
Vor der Saison 2013 versuchte das Team mit der Verpflichtung des Erfolgstrainers Bill Laimbeer, der mit den Detroit Shock drei WNBA-Titel holen konnte, einen Neuanfang. Der erhoffte Erfolg blieb zu Beginn aber aus und das Team konnte sich zweimal in Folgen nicht für die Playoffs qualifizieren. Erst in der Saison 2015 konnte das Team wieder die Postseason erreichen. Die Liberty erzielte dabei sogar die beste Bilanz in der Estern Conference und die Spielzeit endete erst mit einer Niederlage in den Conference Finals gegen die Indiana Fever. 2016 erreichte das Team wieder mit der besten Bilanz der Eastern Conference die Playoffs. Nach einem Freilos in der ersten Runde des neuen Playoff-Systems scheiterte das Team trotz Heimvorteil als drittbestes Team der WNBA in der zweiten Runde an der Mannschaft der Phoenix Mercury, die in der regulären Saison eine schwächere Bilanz erzielt hatte. 2017 war eine Kopie der Vorsaison. Wieder waren die Liberty bestes Team im Osten und drittbestes der Liga. Diesmal waren die Washington Mystics Endstation in der 2. Runde der Playoffs. 

### Suche nach dem Erfolg (seit 2018)
Nach dem Umzug in das Westchester County Center und der Trennung von Trainer Bill Laimbeer spielte die Liberty in der Saison 2018 mit nur 7 Siegen in 34 Spielen die schlechteste Saison seit der Gründung. 2019 wurden zumindest 10 Spiele gewonnen, aber die Playoffs wurden wieder deutlich verpasst. In der coronabedingt verkürzten Saison 2020 erzielen die Liberty nur zwei Siege und damit eine der schwächsten Erfolgsquoten der WNBA-Geschichte. Nur die Tulsa Shock waren einmal noch schwächer. In Spielzeit 2021 konnte sich das Team etwas steigern und mit nur 12 Erfolgen die Playoffs erreichen, die aber schon nach der Niederlage in der 1. Runde vorzeitig endeten. Auch 2022 konnte sich die Mannschaft trotz einer negativen Bilanz in der regulären Saison für die Playoffs qualifizieren, scheiterte aber wieder in der 1. Runde.

## Spielstätte
| Saison | Zuschauer- schnitt | WNBA-Zu- schauerschnitt |
| ------ | ------------------ | ----------------------- |
| 1997   | 13.270             | 9.669                   |
| 1998   | 14.935             | 10.869                  |
| 1999   | 13.797             | 10.207                  |
| 2000   | 14.935             | 9.074                   |
| 2001   | 15.671             | 9.075                   |
| 2002   | 14.670             | 9.228                   |
| 2003   | 12.491             | 8.800                   |
| 2004   | 9.886              | 8.613                   |
| 2005   | 10.140             | 8.172                   |
| 2006   | 9.120              | 7.479                   |
| 2007   | 8.698              | 7.742                   |
| 2008   | 9.045              | 7.952                   |
| 2009   | 9.800              | 8.039                   |
| 2010   | 11.069             | 7.834                   |

| Saison | Zuschauer- schnitt | WNBA-Zu- schauerschnitt |
| ------ | ------------------ | ----------------------- |
| 2011   | 7.702              | 7.955                   |
| 2012   | 6.762              | 7.457                   |
| 2013   | 7.189              | 7.531                   |
| 2014   | 8.949              | 7.578                   |
| 2015   | 9.159              | 7.318                   |
| 2016   | 9.727              | 7.655                   |
| 2017   | 9.889              | 7.716                   |
| 2018   | 2.823              | 6.779                   |
| 2019   | 2.239              | 6.528                   |
| 2020   | Covid-19           | Covid-19                |
| 2021   | 1.757              | 2.620                   |
| 2022   | 5.327              | 5.646                   |
| 2023   | 7.777              | 6.615                   |
| 2024   | 12.730             | 9.807                   |

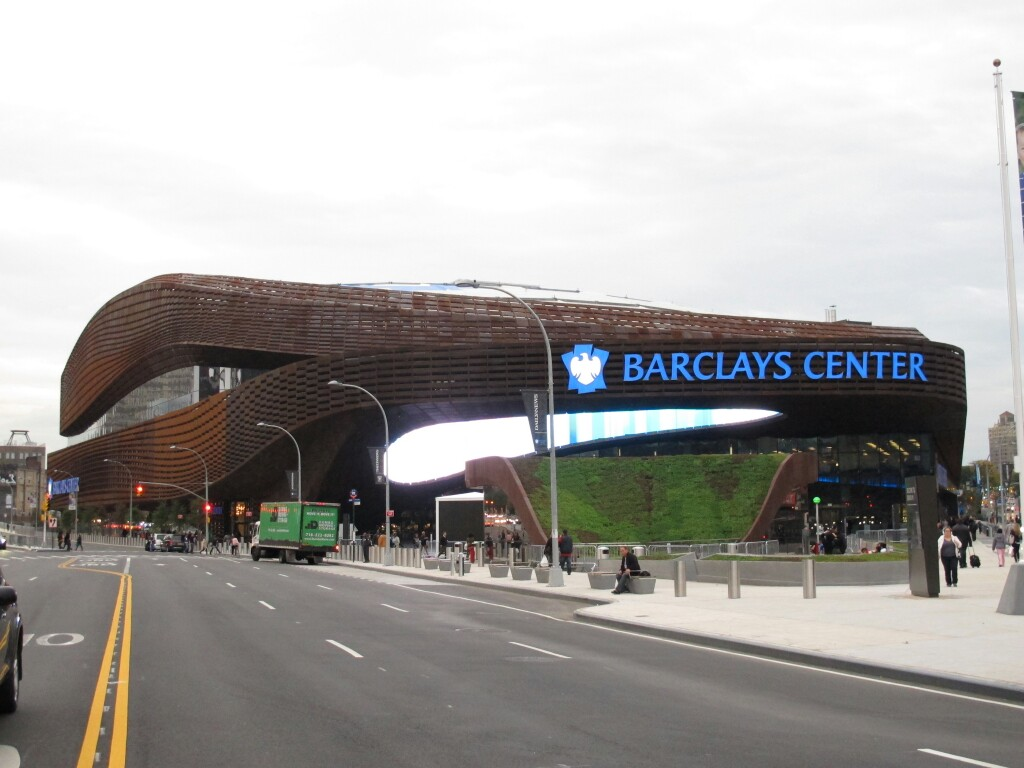
Das Barclays Center

Die New York Liberty trugen ihre Heimspiele seit ihrer Gründung bis zum Jahr 2017 im berühmten Madison Square Garden (MSG) in New York aus. In den Jahren 2011 bis 2013 spielte das Team wegen Renovierungsarbeiten in der angestammten Halle im Prudential Center in New Jersey. Zu der Zeit war der MSG außerdem Heimat des NBA-Teams der New York Knicks, des NHL-Teams der New York Islanders. Bis 1998 spielte dort auch das AFL-Team der New York CityHawks und das NLL-Team der New York Titans. Zur Saison 2018 zog das Team in das deutlich kleinere Westchester County Center um.
Die Liberty wird für die Saison 2020 und danach in das Barclays Center in Brooklyn verlegt, nachdem das Team 2019 von Joseph Tsai, dem Eigentümer der Brooklyn Nets, gekauft wurde.

### Zuschauerzahlen
Die Zuschauerzahlen des Teams lagen in allen Saisons im MSG deutlich über dem WNBA-Schnitt. In einigen Saisons wurden dabei sogar fünfstellige Werte erzielt. Nur in den drei Saisons im Exil in New Jersey war der Zuschauerzuspruch unterdurchschnittlich. Seit der Rückkehr nach New York stiegen die Werte von Saison zu Saison und erreichen am Ende fast wieder fünfstellige Werte. Nach dem Umzug in das Westchester County Center reduzierten sich die Zuschauerzahlen deutlich. In der ersten Saison dort im Jahr 2018 stellte das Team zwei Negativrekorde auf. Zum einen bedeuteten 2.823 Zuschauer im Schnitt den schwächsten Besuch aller Teams in der WNBA-Geschichte. Gleichzeitig war der Rückgang um 7.066 Zuschauer bzw. 71,5 % bisher einmalig in der WNBA. 2019 wurde der Negativrekord mit 2.239 Zuschauern pro Spiel sogar noch unterboten.

## Erfolge und Ehrungen

### Sportliche Erfolge
Das Franchise erreichte in ihren ersten sechs Saisons insgesamt viermal die WNBA-Finals (1997, 1999, 2000, 2002), wobei die Meisterschaft jedoch nie gewonnen werden konnte. In den nachfolgenden Saisons erreichten die Liberty nur noch viermal die Conference Finals – zuletzt 2015. In den Saisons 1999, 2000, 2002, 2015, 2016 und 2017 waren die Liberty das beste Team der regulären Saison in der Eastern Conference.

### Individuelle Auszeichnungen
Nachdem das Team ein Gründungsmitglied der Liga war und mit vier WNBA-Finals-Teilnahmen auch sportlich erfolgreich war, konnten im Vergleich dazu wenige individuelle Auszeichnungen gewonnen werden. Die Ehrung als Trainer des Jahres nach der Saison 2015 war erst die achte dieser Ehrungen. Besonders erfolgreich waren die Spielerinnen bisher in der Kategorie der meist verbesserten Spielerin.
Sportsmanship Award Die Ehrung zur fairsten Spielerin der Liga ging bisher einmal an eine Spielerin des Teams aus New York.
- 2001 – Sue Wicks

Coach of the Year Award : Nachdem Bill Laimbeer die Auszeichnung für den besten Trainer der regulären Saison in Detroit gewonnen hatte, erhielt er diese 2015 auch in New York.
- 2015 – Bill Laimbeer

Most Improved Player Award: Die Auszeichnung der meistverbesserten Spielerin ging bereits viermal an Spielerinnen der Liberty.
- 2000 – Tari Phillips
- 2007 – Janel McCarville
- 2010 – Leilani Mitchell
- 2011 – Kia Vaughn

Peak Performers Eine Auszeichnung für den besten statistischen Werte ging erst in der 20. Saison der WNBA nach New York. Tina Charles war dann aber gleich doppelt erfolgreich.
- 2016 – Tina Charles (Punkte)
- 2016 – Tina Charles (Rebounds)

Defensive Player of the Year Award: Die Auszeichnung für die beste Verteidigungsspielerin der regulären Saison erhielt Teresa Weatherspoon zweimal.
- 1997 – Teresa Weatherspoon
- 1998 – Teresa Weatherspoon

Sixth Woman of the Year Award: In der Spielzeit 2017 wurde Sugar Rodgers als erste Spielerin der Liberty als beste Ergänzungsspielerin geehrt.
- 2017 – Sugar Rodgers

### Saisonübersicht
Abkürzungen: Sp. = Spiele, S = Siege, N = Niederlagen
| Saison | Sp. | S   | N   | Siege in % | Platz                  | Play-offs |
| ------ | --- | --- | --- | ---------- | ---------------------- | --- |
| 1997   | 28  | 17  | 11  | 60,7       | 2., Eastern Conference | Sieg im Conference Semifinals, 1:0 (Phoenix Mercury) Niederlage in den WNBA-Finals, 0:1 (Houston Comets)                                                               |
| 1998   | 30  | 18  | 12  | 60,0       | 3., Eastern Conference | nicht qualifiziert |
| 1999   | 32  | 18  | 14  | 56,3       | 1., Eastern Conference | Sieg in den Conference Finals, 2:1 (Charlotte Sting) Niederlage in den WNBA-Finals, 1:2 (Houston Comets)                                                               |
| 2000   | 32  | 20  | 12  | 62,5       | 1., Eastern Conference | Sieg in den Conference Semifinals, 2:0 (Washington Mystics) Sieg in den Conference Finals, 2:1 (Cleveland Rockers) Niederlage in den WNBA-Finals, 0:2 (Houston Comets) |
| 2001   | 32  | 21  | 11  | 65,6       | 2., Eastern Conference | Sieg in den Conference Semifinals, 2:1 (Miami Sol) Niederlage in den Conference Finals, 1:2 (Charlotte Sting)                                                          |
| 2002   | 32  | 18  | 14  | 56,3       | 1., Eastern Conference | Sieg in den Conference Semifinals, 2:1 (Indiana Fever) Sieg in den Conference Finals, 2:1 (Washington Mystics) Niederlage in den WNBA-Finals, 0:2 (Los Angeles Sparks) |
| 2003   | 34  | 16  | 18  | 47,1       | 6., Eastern Conference | nicht qualifiziert |
| 2004   | 34  | 18  | 16  | 52,9       | 2., Eastern Conference | Sieg in den Conference Semifinals, 2:1 (Detroit Shock) Niederlage in den Conference Finals, 0:2 (Connecticut Sun)                                                      |
| 2005   | 34  | 18  | 16  | 52,9       | 3., Eastern Conference | Niederlage in den Conference Semifinals, 0:2 (Indiana Fever) |
| 2006   | 34  | 11  | 23  | 32,4       | 5., Eastern Conference | nicht qualifiziert |
| 2007   | 34  | 16  | 18  | 47,1       | 4., Eastern Conference | Niederlage in den Conference Semifinals, 1:2 (Detroit Shock) |
| 2008   | 34  | 19  | 15  | 55,9       | 3., Eastern Conference | Sieg in den Conference Semifinals, 2:1 (Connecticut Sun) Niederlage in den Conference Finals, 1:2 (Detroit Shock)                                                      |
| 2009   | 34  | 13  | 21  | 38,2       | 7., Eastern Conference | nicht qualifiziert |
| 2010   | 34  | 22  | 12  | 64,7       | 2., Eastern Conference | Sieg in den Conference Semifinals, 2:1 (Indiana Fever) Niederlage in den Conference Finals, 0:2 (Atlanta Dream)                                                        |
| 2011   | 34  | 19  | 15  | 55,9       | 4., Eastern Conference | Niederlage in den Conference Semifinals, 1:2 (Indiana Fever) |
| 2012   | 34  | 15  | 19  | 44,1       | 4., Eastern Conference | Niederlage in den Conference Semifinals, 0:2 (Connecticut Sun) |
| 2013   | 34  | 11  | 23  | 32,4       | 5., Eastern Conference | nicht qualifiziert |
| 2014   | 34  | 15  | 19  | 44,1       | 5., Eastern Conference | nicht qualifiziert |
| 2015   | 34  | 23  | 11  | 67,6       | 1., Eastern Conference | Sieg in den Conference Semifinals, 2:1 (Washington Mystics) Niederlage in den Conference Finals, 1:2 (Indiana Fever)                                                   |
| 2016   | 34  | 21  | 13  | 61,8       | 1., Eastern Conference | Niederlage in der 2. Runde, 0:1 (Phoenix Mercury) |
| 2017   | 34  | 22  | 12  | 64,7       | 1., Eastern Conference | Niederlage in der 2. Runde, 0:1 (Washington Mystics) |
| 2018   | 34  | 7   | 27  | 20,6       | 5., Eastern Conference | nicht qualifiziert |
| 2019   | 34  | 10  | 24  | 29,4       | 5., Eastern Conference | nicht qualifiziert |
| 2020   | 22  | 2   | 20  | 9,1        | 6., Eastern Conference | nicht qualifiziert |
| 2021   | 32  | 12  | 20  | 37,5       | 3., Eastern Conference | Niederlage in der 1. Runde, 0:1 (Phoenix Mercury) |
| 2022   | 36  | 16  | 20  | 44,4       | 4., Eastern Conference | Niederlage Sieg in der 1. Runde, 1:2 (Chicago Sky) |
| 2023   | 40  | 32  | 8   | 80,0       | 1., Eastern Conference | Sieg in der 1. Runde, 2:0 (Washington Mystics) Sieg in den WNBA-Semifinals, 3:1 (Connecticut Sun) Niederlage in den WNBA-Finals, 1:3 (Las Vegas Aces)                  |
| 2024   | 40  | 32  | 8   | 80,0       | 1., Eastern Conference | Sieg in der 1. Runde, 2:0 (Atlanta Dream) Sieg in den WNBA-Semifinals, 3:1 (Las Vegas Aces) WNBA Meister, 3:2 (Minnesota Lynx)                                         |
| Gesamt | 934 | 490 | 452 | 52,5       |                        | 19 Playoff-Teilnahmen in 26 Saisons 34 Serien: 16 Siege, 18 Niederlagen 88 Spiele: 42 Siege, 46 Niederlagen (47,7 %)                                                   |

## Besitzer
| Eigentümer                  | Zeitraum      |
| --------------------------- | ------------- |
| Cablevision                 | 1997 bis 2009 |
| Madison Square Garden, Inc. | 2010 bis 2019 |
| Joseph Tsai                 | seit 2019     |

Die ersten Besitzer der New York Liberty war Cablevision, die zu diesem Zeitpunkt auch die Besitzer der New York Knicks waren. Anfang 2010 gründete die Cablevision die Tochterfirma Madison Square Garden, Inc. Mit dieser Gründung übergab Cablevision die gesamten Eigentumsrechte an ihren Sportmannschaften (Libery, Knicks, New York Rangers und Hartford Wolf Pack) an die Tochtergesellschaft. Somit leitet seit 2010 die Madison Square Garden, Inc. die Geschäfte der Liberty.

## Trainer
| Name            | Saison        | Reguläre Saison | Reguläre Saison | Reguläre Saison | Playoffs | Playoffs | Playoffs |
| --------------- | ------------- | --------------- | --------------- | --------------- | -------- | -------- | -------- |
| Name            | Saison        | GC              | W               | L               | GC       | W        | L        |
| Nancy Darsch    | 1997 bis 1998 | 58              | 35              | 23              | 2        | 1        | 1        |
| Richie Adubato  | 1999 bis 2004 | 178             | 100             | 78              | 27       | 14       | 13       |
| Pat Coyle       | 2004 bis 2009 | 171             | 81              | 90              | 16       | 6        | 10       |
| Anne Donovan    | 2009 bis 2010 | 51              | 29              | 22              | 5        | 2        | 3        |
| John Whisenant  | 2011 bis 2012 | 68              | 34              | 34              | 5        | 1        | 4        |
| Bill Laimbeer   | 2013 bis 2017 | 170             | 92              | 78              | 8        | 3        | 5        |
| Katie Smith     | 2018 bis 2019 | 68              | 17              | 51              | —        | —        | —        |
| Walt Hopkins    | 2020 bis 2021 | 54              | 14              | 40              | 1        | 0        | 1        |
| Sandy Brondello | ab 2022       | 116             | 80              | 36              | 24       | 15       | 9        |

Abkürzungen: GC = Spiele, W = Siege, L = Niederlagen

## Spielerinnen

### Aktueller Kader
| Nr. | Nat.               | Name                    | Position      | Geburt     | Größe  | Info | College           |
| --- | ------------------ | ----------------------- | ------------- | ---------- | ------ | ---- | ----------------- |
| 0   | Vereinigte Staaten | Jaylyn Sherrod          | Guard         | 21.10.2001 | 170 cm | R    | Colorado          |
| 1   | Vereinigte Staaten | Marquesha Davis         | Guard         | 29.05.2001 | 183 cm | R    | Mississippi       |
| 2   | Vereinigte Staaten | Kennedy Burke           | Guard/Forward | 14.02.1997 | 185 cm |      | UCLA              |
| 5   | Vereinigte Staaten | Kayla Thornton          | Forward       | 20.10.1992 | 185 cm |      | UTEP              |
| 8   | Deutschland        | Nyara Sabally           | Center        | 26.02.2000 | 196 cm |      | Oregon            |
| 13  | Deutschland        | Leonie Fiebich          | Forward       | 10.01.2000 | 193 cm | R    | –                 |
| 18  | Kroatien           | Ivana Dojkić            | Guard         | 24.12.1997 | 180 cm |      | –                 |
| 20  | Vereinigte Staaten | Sabrina Ionescu         | Guard         | 06.12.1997 | 180 cm |      | Oregon            |
| 22  | Ungarn             | Courtney Vandersloot    | Guard         | 08.02.1989 | 173 cm |      | Gonzaga           |
| 30  | Vereinigte Staaten | Breanna Stewart         | Forward       | 27.08.1994 | 193 cm |      | UConn             |
| 35  | Bahamas            | Jonquel Jones           | Center        | 05.01.1994 | 198 cm |      | George Washington |
| 44  | Vereinigte Staaten | Betnijah Laney-Hamilton | Guard/Forward | 29.10.1993 | 183 cm |      | Rutgers           |

| Nat.               | Name            | Position       |
| ------------------ | --------------- | -------------- |
| Australien         | Sandy Brondello | Head Coach     |
| Deutschland        | Olaf Lange      | Assistenzcoach |
| Vereinigte Staaten | Roneeka Hodges  | Assistenzcoach |
| Vereinigte Staaten | Zach O'Brien    | Assistenzcoach |

| Abk. | Bedeutung                       |
| ---- | ------------------------------- |
| Nr.  | Trikotnummer                    |
| Nat. | Nationalität                    |
| C    | Mannschaftskapitän              |
| R    | Rookie                          |
| S    | Suspension                      |
|      | Verletzungsbedingte Inaktivität |

### Erstrunden-Wahlrechte beim WNBA Draft
| Name             | Jahr | Draft-Position |
| ---------------- | ---- | -------------- |
| Sue Wicks        | 1997 | 6.             |
| Alicia Thompson  | 1998 | 9.             |
| Crystal Robinson | 1999 | 6.             |
| Olga Firsova     | 2000 | 13.            |
| Molly Creamer    | 2003 | 10.            |
| Shameka Christon | 2004 | 5.             |
| Loree Moore      | 2005 | 10.            |
| Sherill Baker    | 2006 | 12.            |
| Tiffany Jackson  | 2007 | 5.             |
| Essence Carson   | 2008 | 7.             |
| Erlana Larkins   | 2008 | 14.            |
| Kia Vaughn       | 2009 | 8.             |
| Alex Montgomery  | 2011 | 10.            |

| Name            | Jahr | Draft-Position |
| --------------- | ---- | -------------- |
| Kelley Cain     | 2012 | 7.             |
| Kelsey Bone     | 2013 | 5.             |
| Toni Young      | 2013 | 7.             |
| Alyssa Thomas   | 2014 | 4.             |
| Brittany Boyd   | 2015 | 9.             |
| Kiah Stokes     | 2015 | 11.            |
| Adut Bulgak     | 2016 | 12.            |
| Kia Nurse       | 2018 | 10.            |
| Asia Durr       | 2019 | 2.             |
| Sabrina Ionescu | 2020 | 1.             |
| Megan Walker    | 2020 | 9.             |
| Jazmine Jones   | 2020 | 12.            |

Seit 1997 hatte der Klub in 21 Saisons 20 Draftrechte in der ersten Runde des WNBA Drafts. Nur in den Jahren 2001, 2002, 2010 und 2017 hatten die Liberty Franchise aufgrund von Trades keinen Draft-Pick in der ersten Runde. Bei drei Drafts konnten sogar zwei Spielerinnen in der ersten Runde ausgewählt werden (2008, 2013 und 2015).
Obwohl die Liberty zu den Gründungsmitgliedern der WNBA gehören, hatten sie bisher noch kein Draftrecht an einen der ersten drei Positionen. Die früheste ausgewählte Spielerin ist bisher Alyssa Thomas die im Draft 2014 an der vierten Position ausgewählt wurde. Dies ist auch einer der Gründe, wieso keine der Spielerinnen des Teams die Auszeichnung als bester Neuling des Jahres erhielt. In der Lotterie für den WNBA Draft 2010 wäre den Liberty das erste Draftrecht zugesprochen worden, allerdings hatten diese im Jahr davor ihr Draftrecht an die Minnesota Lynx abgegeben.
In der Saison 2017 standen mit Brittany Boyd und Kiah Stokes noch zwei von dem Team in der ersten Runde des Drafts ausgewählten Spielerinnen im Kader des Klubs.

### Zurückgezogene Trikotnummern
Als bisher einzige Trikotnummer ist die Nummer 11 zu Ehren der US-Amerikanerin Teresa Weatherspoon zurückgezogen worden.
| Nr. | Name                |
| --- | ------------------- |
| 11  | Teresa Weatherspoon |